# 維索昌西克
46°29′11″N 29°2′40″E / 46.48639°N 29.04444°E
維索昌斯凱（烏克蘭語：Височанське）是位於烏克蘭西南部的村莊，由敖德萨州博爾赫拉德區的博羅迪諾市鎮負責管轄。該村始建於1932年，面積1.92平方公里，海拔高度117米，2001年人口862，人口密度每平方公里448.96人。